# Eucera punctulata
Eucera punctulata är en biart som beskrevs av Johann Dietrich Alfken 1942. Eucera punctulata ingår i släktet långhornsbin, och familjen långtungebin. Inga underarter finns listade i Catalogue of Life.